# Weed (Kalifornien)
Weed ist eine Stadt in Siskiyou County im US-Bundesstaat Kalifornien mit 2862 Einwohnern (Stand: 2020).
Sie liegt 16 km nördlich von Mount Shasta und hatte im Jahr 2000 knapp 3000 Einwohner. Benannt ist die Stadt nach Abner Weed, der die Vorteile der starken Winde in diesem Gebiet nutzte, um Holz zu trocknen. In den 1940er Jahren warb der Ort damit, das größte Sägewerk der Welt zu sein.
Im September 2014 wurde die Stadt von einem Großbrand betroffen, der mehr als 150 Gebäude zerstörte oder schwer beschädigte.

## Geographie
Weed befindet sich am Interstate 5, zirka 80 km südlich der Grenze zu Oregon. Die geographischen Koordinaten sind 41° 25′ N, 122° 23′ W.

## Demographie
Beim United States Census 2000 lebten 2978 Einwohner in 1184 Haushalten und 747 Familien in Weed.
| Altersgruppe | Anteil |
| ------------ | ------ |
| <18          | 25,6 % |
| 18 – 24      | 14,4 % |
| 25 – 44      | 22,6 % |
| 45 – 64      | 20,2 % |
| >65          | 17,2 % |

## Söhne und Töchter der Stadt
- Maurice A. Preston (1912–1983), General der United States Air Force
- Pamela Courson (1946–1974), Lebensgefährtin von Jim Morrison, Frontmann der Rockband The Doors